# Aubusson (Creuse)
 Aubusson  (en auvernés Le Bussu, en occitano y popularmente Le Buçon o Le Beçon, antiguamente Aubuçon) es una comuna (municipio) de Francia, en la región de Lemosín, departamento de Creuse, capital del distrito y del cantón de su nombre. Es la mayor población del distrito y del cantón.
Está integrada en la Communauté de communes d’Aubusson-Felletin, de la que es sede y mayor población.
La cruza el río Creuse. Dispone de estación de ferrocarril.

## Demografía[1]
| 4 445 | 3 460 | 3 818 | 4 251 | 5 092 | 5 631 | 5 436 | 5 666 | 6 061 | 6 003 | 6 625 | 6 427 | 6 847 | 6 782 | 6 723 | 6 672 | 6 671 | 7 067 | 7 015 | 7 211 | 6 485 | 6 324 | 6 078 | 5 830 | 5 512 | 5 595 | 5 669 | 5 934 | 6 227 | 5 710 | 5 097 | 4 662 | 4 239 |
| Para los censos de 1962 a 1999 la población legal corresponde a la población sin duplicidades (Fuente: INSEE [Consultar]) |       |       |       |       |       |       |       |       |       |       |       |       |       |       |       |       |       |       |       |       |       |       |       |       |       |       |       |       |       |       |       |       |

Su aglomeración urbana (agglomération urbaine) se limita a la propia comuna.